# Myrmecia nigrocincta
Myrmecia nigrocincta é uma espécie do gênero Myrmecia. Foi descrita pela primeira vez por Frederick Smith em 1858. Suas colônias são abundantes no leste da Austrália. Essas formigas são notáveis por sua capacidade de saltar até 10 centímetros e possuem um ferrão venenoso poderoso. Diferentemente de forragear no solo, M. nigrocincta prefere buscar alimento em árvores, onde polinizam certas flores.
É uma espécie de grande porte, com algumas operárias alcançando mais de 15 milímetros de comprimento. Apresentam um padrão distinto de cores vermelho-alaranjado e preto, que as diferencia de outras espécies de Myrmecia. Possuem o gene gamergate, permitindo que operárias se reproduzam, seja na presença ou ausência de uma rainha. A expectativa de vida de uma operária excede um ano. São agressivas ao atacar intrusos.

## Distribuição
Abundantes no leste da Austrália, as formigas M. nigrocincta preferem áreas de matas temperadas, geralmente em florestas secas a semi-secas e bosques de esclerófilo. Encontram-se nos estados do leste, principalmente em planícies costeiras com habitats florestais adequados. Preferem climas tropicais e temperaturas quentes. Também habitam outros tipos de ambientes em altitudes de 80 a 1.220 metros.
Colônias foram registradas em Cairns, Atherton [en], Mackay [en], monte Tamborine [en], Brisbane, Blackall Range [en] e Fletcher [en], em Queensland. Em Nova Gales do Sul, ocorrem em Lismore, Dorrigo, Armidale e Sydney (especialmente nos subúrbios de Heathcote [en] e Como [en]). Em Victoria, estão em Trafalgar [en] e Millgrove [en]. Algumas colônias também foram registradas na Austrália do Sul.

## Taxonomia
M. nigrocincta foi identificada pelo entomologista britânico Frederick Smith em 1858, após a coleta de operárias sintipo [en] descritas em sua obra Catalogue of hymenopterous insects in the collection of the British Museum part VI (Catálogo de insetos himenópteros na coleção do Museu Britânico, parte VI). Em um estudo sobre relações filogenéticas entre grupos de espécies do gênero Myrmecia, quatro espécies com carina occipital, incluindo M. nigrocincta, formaram um grupo parafilético e basal, enquanto outras espécies sem carina occipital apresentaram um grupo monofilético. O espécime-tipo está no Museu Britânico.

## Descrição
As formigas do gênero Myrmecia são chamadas de "formigas buldogue", e M. nigrocincta possui mandíbulas alongadas, como outras espécies do gênero. São predominantemente pretas com tons vermelho-alaranjados. Suas mandíbulas variam entre preto e amarelo, dependendo da localização. O gastro [en], cabeça, pernas e mesotórax [en] são pretos, enquanto o pronoto, propódeo [en], pecíolo e pós-pecíolo são vermelhos. A cabeça apresenta sulcos lineares na parte frontal. Possui esporões apicais na tíbia das pernas média e posterior. As pernas são finas, tornando-se mais delgadas à medida que se afastam do corpo. A espécie é distinguida por seu tórax e pós-pecíolo bicolor (amarelo-avermelhado e preto) e pelo nó amarelo-avermelhado.
As operárias medem de 13 a 15 milímetros, os machos de 16 a 17 milímetros, e a fêmea (rainha) de 17 a 19 milímetros. As asas da rainha são rudimentares, tornando-a incapaz de voar.

## Comportamento e ecologia

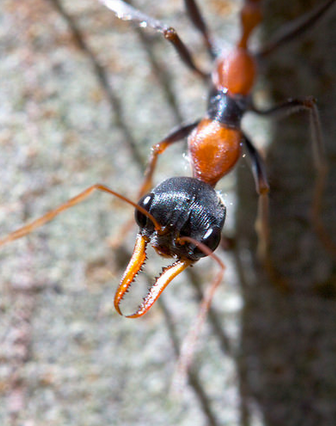
Os grandes olhos de Myrmecia nigrocincta proporcionam excelente visão durante o forrageamento

M. nigrocincta é uma formiga saltadora habilidosa, com saltos de 76 a 102 milímetros. Possui boa visão e pode ser vista correndo entre plantas e folhas, ocasionalmente saltando de um galho a outro. Forrageia principalmente em plantas, árvores e vegetação, mas às vezes no solo. Seus saltos são propelidos pela extensão súbita das pernas média e posterior.
São diurnas e não hibernam. São onívoras, alimentando-se de outros insetos, como lagartas e aranhas, além de água com mel. Predam larvas da borboleta Jalmenus evagoras [en], até saltando enquanto as carregam. Seus predadores incluem aranhas, pássaros, lagartos, mamíferos e outros invertebrados predadores, como reduviidae e viúva-negra. Foram observadas visitando flores de Eucalyptus regnans e Senna acclinis [en], sendo consideradas possíveis vetores de polinização para E. regnans. Apesar de Senna acclinis ser autocompatível, a incapacidade de Myrmecia nigrocincta liberar pólen adequadamente limita sua eficiência na polinização.
Vivem em ninhos em solo arenoso, às vezes com um montículo semelhante a uma toupeira. Camuflam seus ninhos com galhos e folhas. Dependendo do habitat, decoram o ninho com material vegetal e cascalho. Outros materiais incluem folhas secas, rochas, vegetação e galhos. Os ninhos ficam ao lado de tufos de grama, arbustos ou na base de árvores.
As colônias são monogínicas [en], com apenas uma rainha por colônia. A rainha é semiclaustral, precisando forragear durante a fundação da colônia para sustentar sua prole. As colônias têm entre 400 e 1.200 indivíduos, sendo consideradas grandes.

As operárias e batedoras usam feromônios para comunicação. Defendem seus ninhos rapidamente, reagindo agressivamente até a sombras sobre o ninho. Wheeler (1922) descreve a reação ao distúrbio do ninho como:
"elas saltam do pequeno montículo do ninho em uma série de pulos curtos, como uma cavalaria liliputiana galopando para a batalha". 
Defendem a colônia agressivamente, causando múltiplas mordidas e sacrificando-se para proteger a rainha e a colônia.

## Ciclo de vida
M. nigrocincta é uma espécie gamergate, permitindo que operárias fêmeas sejam férteis e se reproduzam em colônias com ou sem rainha. Isso permite que colônias sem rainha prosperem. Em colônias de laboratório sem rainha, ovos de operárias foram criados até machos maduros, mostrando alta fertilidade das operárias. A expectativa de vida média de uma operária adulta é de 1,1 a 1,2 anos, com máximo de 1,3 anos (400 dias ou mais). Larvas coletadas medem 4,7 milímetros, crescendo até 9,7 milímetros quando maduras.

## Veneno
O ferrão de M. nigrocincta é altamente venenoso, causando dor intensa e sensação de queimação. As sensações persistem por dias, com coceira. Se não tratado, o ferrão pode evoluir para uma úlcera. O veneno de uma espécie próxima, Myrmecia pilosula, é um dos mais potentes entre Formicidae, contendo ingredientes ativos como ácidos, fosfatases alcalinas, hialuronidase e fosfolipases A2 e B. Um estudo australiano de 2011 sobre alergia a veneno de formigas mostrou que, de 376 participantes, 265 reagiram ao ferrão de várias espécies de Myrmecia. Destes, 176 reagiram a Myrmecia pilosula, 15 a Myrmecia nigrocincta, três a Myrmecia ludlowi [en] e 56 a outras Myrmecia. O estudo identificou quatro grupos principais de formigas australianas causadoras de anafilaxia, incluindo a Rhytidoponera metallica.

## Links externos
- Myrmecia nigrocincta no Catalogue of Life
- Myrmecia nigrocincta no Universal Protein Resource